# Lijst van acteurs en actrices in Oppassen!!!
Oppassen!!! was een Nederlandse komedieserie, die van 9 maart 1991 tot 22 februari 2003 door de VARA werd uitgezonden. Hier volgt een lijst van acteurs en actrices die in Oppassen!!! speelden:

## Hoofdpersonages
|  | Hoofdrol  |
|  | Bijrol    |
|  | Terugkeer |
|  | Afwezig   |

| Personage          | Seizoen             | Seizoen             | Seizoen             | Seizoen             | Seizoen             | Seizoen             | Seizoen             | Seizoen             | Seizoen             | Seizoen             | Seizoen             | Seizoen             | Seizoen           | Seizoen               | Seizoen               | Afleveringen         |
| Personage          | 1                   | 2                   | 3                   | 4                   | 5                   | 6                   | 7                   | 8                   | 9                   | 10                  | 11                  | 12                  | 13                | 14                    | 15                    | Afleveringen         |
| ------------------ | ------------------- | ------------------- | ------------------- | ------------------- | ------------------- | ------------------- | ------------------- | ------------------- | ------------------- | ------------------- | ------------------- | ------------------- | ----------------- | --------------------- | --------------------- | -------------------- |
| Henry Buys         | Coen Flink          | Coen Flink          | Coen Flink          | Coen Flink          | Coen Flink          | Coen Flink          | Coen Flink          | Coen Flink          | Coen Flink          | Coen Flink          | Coen Flink          | Coen Flink          |                   |                       |                       | 1-238, 321           |
| Willem Bol         | Ben Hulsman         | Ben Hulsman         | Ben Hulsman         | Ben Hulsman         | Ben Hulsman         | Ben Hulsman         | Ben Hulsman         | Ben Hulsman         | Ben Hulsman         | Ben Hulsman         | Ben Hulsman         | Ben Hulsman         | Ben Hulsman       | Ben Hulsman           | Ben Hulsman           | 1-321                |
| Anna van Vliet-Bol | Annette Barlo       | Annette Barlo       | Annette Barlo       | Annette Barlo       | Annette Barlo       | Annette Barlo       | Annette Barlo       | Annette Barlo       | Annette Barlo       | Annette Barlo       | Annette Barlo       | Annette Barlo       |                   |                       |                       | 1-238, 321           |
| Rik Bol            | Matijs Jansen       | Matijs Jansen       | Matijs Jansen       | Matijs Jansen       | Matijs Jansen       | Matijs Jansen       | Matijs Jansen       | Matijs Jansen       |                     |                     |                     |                     |                   |                       |                       | 1-179, 185, 238, 321 |
| Simone Bol-Buys    | Marieke van der Pol | Marieke van der Pol | Marieke van der Pol | Marieke van der Pol | Marieke van der Pol | Marieke van der Pol | Marieke van der Pol | Marieke van der Pol | Marieke van der Pol | Marieke van der Pol | Marieke van der Pol | Marieke van der Pol |                   |                       |                       | 1-238                |
| Victor Bol         | Hans Hoes           | Hans Hoes           | Hans Hoes           | Hans Hoes           | Hans Hoes           | Hans Hoes           | Hans Hoes           | Hans Hoes           |                     |                     |                     |                     |                   |                       |                       | 1-167, 238           |
| Nicole de Rovere   | Guusje van Tilborgh | Guusje van Tilborgh | Guusje van Tilborgh | Guusje van Tilborgh | Guusje van Tilborgh | Guusje van Tilborgh | Guusje van Tilborgh | Guusje van Tilborgh | Guusje van Tilborgh |                     |                     |                     |                   |                       |                       | 2-199                |
| Harry Stevens      | Fred Vaassen        | Fred Vaassen        | Fred Vaassen        | Fred Vaassen        | Fred Vaassen        | Fred Vaassen        | Fred Vaassen        | Fred Vaassen        |                     |                     |                     |                     |                   |                       |                       | 6-321                |
| Does               | Bobbie              | Bobbie              | Bobbie              | Bobbie              | Bobbie              | Bobbie              | Bobbie              | Bobbie              | Bobbie              | Bobbie              | Bobbie              | Bobbie              |                   |                       |                       | 9-238, 321           |
| Raoul              |                     |                     | Mattijn Hartemink   | Mattijn Hartemink   | Mattijn Hartemink   | Mattijn Hartemink   |                     |                     |                     |                     |                     |                     |                   |                       |                       | 42-127               |
| Tante Tip          |                     |                     | Elisabeth Versluys  | Elisabeth Versluys  | Elisabeth Versluys  | Elisabeth Versluys  | Elisabeth Versluys  | Elisabeth Versluys  | Elisabeth Versluys  | Elisabeth Versluys  |                     |                     |                   |                       |                       | 45-258               |
| De Garnaal         |                     |                     | Flip Heeneman       | Flip Heeneman       |                     |                     |                     |                     |                     |                     |                     |                     |                   |                       |                       | 49-286               |
| Christiane         |                     |                     |                     |                     | Jannie Houweling    | Jannie Houweling    | Jannie Houweling    | Jannie Houweling    |                     |                     |                     |                     |                   |                       |                       | 86-168               |
| Jopie Geleinse     |                     |                     |                     |                     | Hans Boskamp        | Hans Boskamp        | Hans Boskamp        | Hans Boskamp        | Hans Boskamp        | Hans Boskamp        | Hans Boskamp        | Hans Boskamp        | Hans Boskamp      | Hans Boskamp          | Hans Boskamp          | 88-321               |
| Maroesja           |                     |                     |                     |                     |                     | Ingrid Willemse     |                     |                     |                     |                     |                     |                     |                   |                       |                       | 102-266              |
| Meneer Meijer      |                     |                     |                     |                     |                     | Hein Boele          | Hein Boele          | Hein Boele          | Hein Boele          | Hein Boele          | Hein Boele          | Hein Boele          | Hein Boele        | Hein Boele            | Hein Boele            | 109-318              |
| Milly Scheerwinkel |                     |                     |                     |                     |                     |                     | Jetty Mathurin      | Jetty Mathurin      | Jetty Mathurin      | Jetty Mathurin      | Jetty Mathurin      | Jetty Mathurin      |                   |                       |                       | 142-238              |
| Piet van Vliet     |                     |                     |                     |                     |                     |                     | Martijn Oversteegen | Martijn Oversteegen |                     |                     |                     |                     |                   |                       |                       | 158-238, 321         |
| Joanie             |                     |                     |                     |                     |                     |                     |                     | Shakira Meerzorg    | Shakira Meerzorg    | Shakira Meerzorg    | Shakira Meerzorg    | Shakira Meerzorg    |                   |                       |                       | 166-236              |
| Ricky van Vliet    |                     |                     |                     |                     |                     |                     |                     |                     | Diverse kinderen    | Diverse kinderen    | Diverse kinderen    | Diverse kinderen    |                   |                       |                       | 186-238, 321         |
| Maria Serbellone   |                     |                     |                     |                     |                     |                     |                     |                     | Rieneke van Nunen   | Rieneke van Nunen   | Rieneke van Nunen   | Rieneke van Nunen   | Rieneke van Nunen | Rieneke van Nunen     | Rieneke van Nunen     | 191-321              |
| Bella van Cleeff   |                     |                     |                     |                     |                     |                     |                     |                     |                     |                     |                     |                     | Heleen Hummelen   | Heleen Hummelen       | Heleen Hummelen       | 239-321              |
| Willemijn de Hert  |                     |                     |                     |                     |                     |                     |                     |                     |                     |                     |                     |                     | Lotje van der Bie | Lotje van der Bie     | Lotje van der Bie     | 239-321              |
| Sander de Hert     |                     |                     |                     |                     |                     |                     |                     |                     |                     |                     |                     |                     | Sascha Visser     | Sascha Visser         | Sascha Visser         | 239-321              |
| Rogier van Cleeff  |                     |                     |                     |                     |                     |                     |                     |                     |                     |                     |                     |                     | Edmond Classen    | Edmond Classen        | Edmond Classen        | 240-321              |
| Ilhan Kaynak       |                     |                     |                     |                     |                     |                     |                     |                     |                     |                     |                     |                     | Ali Çifteci       | Ali Çifteci           | Ali Çifteci           | 263-321              |
| Jeroen de Hert     |                     |                     |                     |                     |                     |                     |                     |                     |                     |                     |                     |                     |                   | Alexander van Heteren | Alexander van Heteren | 276-321              |

NOTES
- Ben Hulsman (Opa Willem Bol) is de enige acteur die in alle afleveringen van de serie is verschenen.
- Rieneke van Nunen (Maria Serbellone) speelde eerder een gastrol in aflevering 125: Een gouwe handeltje (1996) als Sjaan.
- Edmond Classen (Rogier van Cleeff) speelde eerder een gastrol in aflevering 87: Goed van vertrouwen (1994) als Prof. Dr. van Vlist-Voorthuizen.
- Aflevering 238: Oost west, thuis best is de allerlaatste aflevering met Coen Flink als Opa Henry Buys. De personages Rik en Victor keerden speciaal voor deze aflevering terug. Na deze aflevering verdwijnen ook Anna, Simone, Piet, Ricky, Milly en Does uit de serie.
- In de allerlaatste aflevering keren Annette Barlo, Mattijs Jansen en Martijn Oversteegen speciaal terug. Ook de personages Ricky en Does komen terug. Coen Flink verschijnt door middel van archiefbeelden uit aflevering 178: Hoe vertellen we 't de opa's (1997).

## Gastacteurs

### A
| Acteur               | Rol                   | Aflevering                   | Jaar |
| -------------------- | --------------------- | ---------------------------- | ---- |
| Kamaran Abdulla      | Vuilnisman Ali        | Picknick                     | 1991 |
| Jan Ad Adolfsen      | Manager Supermarkt    | De heer en mevrouw Van Vliet | 1997 |
| Jan Ad Adolfsen      | Chef Supermarkt       | Sugar Baby                   | 1997 |
| Arlette Adriani      | Apothekersassistente  | Kopzorgen                    | 2003 |
| Adriaan Adriaanse    | Ewoud                 | Rik speelt met vuur          | 1995 |
| Griete van den Akker | Dame in café          | Nog niet jarig               | 1993 |
| Ryan van den Akker   | Verpleegster          | Opa Henry gaat vreemd        | 1993 |
| Marlies van Alcmaer  | Dame op straat        | Sander de Tweede             | 2002 |
| Jörgen Appel         | Schaatser             | IJspret                      | 1992 |
| Erik Arens           | Wouter                | Uit de brand                 | 1995 |
| Erik Arens           | Wouter                | Lesbisch                     | 1995 |
| Erik Arens           | Wouter                | Inspectie                    | 1995 |
| René van Asten       | Janos Ivolochek       | Tomatologie                  | 1992 |
| René van Asten       | Janos Ivolochek       | Blijven denken               | 1992 |
| Vildan Ayaz          | Esma                  | Speech                       | 1993 |
| Vildan Ayaz          | Esma                  | Foutje                       | 1993 |
| Vildan Ayaz          | Esma                  | Beschuit fluiten             | 1993 |
| Abdembi Azzaoui      | Medewerker dierentuin | Door het oog van de naald    | 1999 |

### B
| Acteur                | Rol                 | Aflevering                   | Jaar      |
| --------------------- | ------------------- | ---------------------------- | --------- |
| Matthijs van Baarsel  | Vriend van Rik      | Unplugged                    | 1993      |
| Gerleen Balstra       | Danslerares         | Zeg 't met bloemen           | 1993      |
| Gerleen Balstra       | Danslerares         | Ouderavond                   | 1993      |
| Gerleen Balstra       | Danslerares         | Showtime                     | 1994      |
| Wim Bax               | Michiel             | Meerdere afleveringen        | 1997      |
| Eric Beekes           | Juwelier            | De armband                   | 1993      |
| Hein van Beem         | Gerard van Kempen   | Auditie                      | 1993      |
| Hein van Beem         | Daniël              | Woelige Wateren              | 1997      |
| Hans Beijer           | Groenteman          | Hoog bezoek                  | 1991      |
| Hans Beijer           | Belastinginspecteur | Goeie zaken                  | 1993      |
| Hans van den Berg     | Postzegelhandelaar  | Literatuur                   | 1993      |
| Hans van den Berg     | Frederik Pinner     | Burgemeester Buys            | 1996      |
| Hans van den Berg     | Frederik Pinner     | De onthulling                | 1996      |
| Charlotte Besijn      | Moeder              | Oma                          | 1999      |
| Bram Biesterveld      | Zwarte Arie         | Spoken zien                  | 2002      |
| Christine Bijvanck    | Doortje Bloem       | Huiswerk                     | 1993      |
| Hetty Blok            | Oma Sara van Vliet  | Oma                          | 1999      |
| Hein Boele            | Mijnheer Meijer     | Meerdere afleveringen        | 1995-2002 |
| Fransje Boelen        | Klant in supermarkt | De heer en mevrouw Van Vliet | 1997      |
| Caio de Boer          | Vriend van Rik      | Protest                      | 1992      |
| Caio de Boer          | Vriend van Rik      | Brandalarm                   | 1992      |
| Caio de Boer          | Vriend van Rik      | Op de kiek                   | 1992      |
| Raoul Boer            | Bert                | Een opgemaakt bed            | 1993      |
| Raoul Boer            | Bert                | Skien in de krokus           | 1993      |
| Filip Bolluyt         | Meneer Wemeldink    | Gelukkig nieuwjaar           | 1994      |
| Ida Bons              | Annie               | 'n Gokje                     | 1992      |
| Christan Boom         | Fotograaf           | Public Relations             | 1995      |
| Tamara Brinkman       | Klant in supermarkt | De heer en mevrouw Van Vliet | 1997      |
| Peter Broekaert       | Agent Janssen       | Bont                         | 1991      |
| Suze Broks            | Maartje van Doorn   | Reünie                       | 1994      |
| Suze Broks            | Maartje van Doorn   | Alarm                        | 1994      |
| Suze Broks            | Maartje van Doorn   | Pizza Sophia Loren           | 1994      |
| Suze Broks            | Maartje van Doorn   | Tante Tip bedreigd           | 1994      |
| Sasja Brouwers        | Sasja Brouwers      | Professionals                | 1994      |
| Benja Bruijning       | Shocka              | Getuige gezocht              | 2002      |
| Patrick Brunsveld     | Skinhead            | Nog niet jarig               | 1993      |
| Patrick Brunsveld     | Inbreker            | Geweld                       | 1995      |
| Michiel van der Burgt | Klant in supermarkt | De heer en mevrouw Van Vliet | 1997      |
| Felix Burleson        | Diddlybob Jackson   | Relax, man!                  | 2002      |

### C
| Acteur             | Rol                             | Aflevering                 | Jaar |
| ------------------ | ------------------------------- | -------------------------- | ---- |
| Eugenio R. Candia  | Dansleraar                      | Terug van weggeweest       | 2002 |
| Eveline Carels     | Margot                          | meerdere afleveringen      | 1996 |
| Leontien Ceulemans | Martha van Gessel               | Eenpansgerecht             | 1997 |
| Leontien Ceulemans | Laura Habes                     | Reputaties                 | 1999 |
| Jeffrey Cohn       | Wout Zanders                    | Het interview              | 1993 |
| Marijke Copper     | Angelique                       | 'n Gokje                   | 1992 |
| Anouska Corbeau    | Panda                           | 'n Wilde nacht             | 1997 |
| Hans Cornelissen   | Dennis Roelvink                 | Een kwestie van vertrouwen | 1996 |
| Sarah Chronis      | Karin                           | Oppasopa's                 | 1996 |
| Sarah Chronis      | Katja                           | Stilte a.u.b.              | 2002 |
| Edmond Classen     | Prof. Dr. van Vlist-Voorthuizen | Goed van vertrouwen        | 1994 |

### D
| Acteur              | Rol                | Aflevering                      | Jaar |
| ------------------- | ------------------ | ------------------------------- | ---- |
| Pim Daane           | Karel              | Terug van weggeweest            | 2002 |
| Coby Dahlhaus       | Kassière           | Premiere                        | 1992 |
| Shirley Damen       | Anja               | Zwarte magie                    | 1993 |
| Ronald Dee          | Ben                | meerdere afleveringen           | 2000 |
| Betty Dejardin      | Secretaresse       | Een opgemaakt bed               | 1993 |
| Betty Dejardin      | Secretaresse       | Speech                          | 1993 |
| Simone Delmée       | Baby               | Liefdesbaby                     | 1995 |
| Yann Delouche       | Eugène Marpalie    | Luizen in de pels               | 1993 |
| Joost Demmers       | Advocaat Oosterhof | Sjoemelen                       | 1999 |
| Ingrid Desmet       | Sjoela             | Nicole's nieuwe liefde          | 1995 |
| Rita van Deursen    | Vrouw in kassarij  | Sugar Baby                      | 1997 |
| Lucas Dietens       | Cas Boender        | Professionals                   | 1994 |
| Faruk Dikici        | Guniz              | Speech                          | 1993 |
| Faruk Dikici        | Guniz              | Plannen                         | 1993 |
| Faruk Dikici        | Guniz              | Foutje                          | 1993 |
| Faruk Dikici        | Guniz              | Het interview                   | 1993 |
| Trees van der Donck | Verkoopster        | Showtime                        | 1994 |
| Bert van den Dool   | Dick van Duyn      | Tante Do                        | 1993 |
| Bert van den Dool   | Dick van Duyn      | De armband                      | 1993 |
| Bert van den Dool   | Presentator        | De quiz                         | 1996 |
| Annelies Doom       | Daphne             | Brussels Lof                    | 2001 |
| Eva van Dorp        | Meisje bij Hapkar  | Inspectie                       | 1995 |
| Joep Dorren         | Politieagent       | Echt waar                       | 1995 |
| Joep Dorren         | Politieagent       | Een beetje armslag              | 1995 |
| Eva Duijvestein     | Eva                | Spit                            | 1993 |
| Mylène Duyvestein   | Diane              | Eeuwige trouw                   | 1996 |
| Mylène Duyvestein   | Diane              | De joker                        | 1996 |
| Mylène Duyvestein   | Diane              | Slapende honden                 | 1996 |
| Mylène Duyvestein   | Diane              | Roeien met de riemen de je hebt | 1996 |
| Mylène Duyvestein   | Diane              | Zo zijn we niet getrouwd        | 1997 |
| Mylène Duyvestein   | Diane              | De uitslag                      | 1997 |
| Mylène Duyvestein   | Diane              | De bruiloft                     | 1998 |

### E
| Acteur             | Rol            | Aflevering                   | Jaar |
| ------------------ | -------------- | ---------------------------- | ---- |
| Jon van Eerd       | Arnoud Leusen  | Een leugentje om bestwil     | 1999 |
| Akkemay Elderenbos | Verpleegster   | Aanstelleritis               | 1993 |
| Marc van den Engh  | Jurriaan       | Verrassingen                 | 1991 |
| Marc van den Engh  | Jurriaan       | De stones                    | 1991 |
| Marc van den Engh  | Jurriaan       | Het bal                      | 1991 |
| Marc van den Engh  | Jurriaan       | Sweet Sixteen                | 1992 |
| Susanna Erlandsson | Hjordis        | Hallo Milly                  | 1996 |
| Gaston van Erven   | Freek          | De heer en mevrouw Van Vliet | 1997 |
| Bart Ettekoven     | Rob            | Takkewijf                    | 1991 |
| Simone Ettekoven   | Laura de Jager | Groen en geel                | 2002 |
| Simone Ettekoven   | Laura de Jager | Verrassing                   | 2002 |
| Simone Ettekoven   | Laura de Jager | Stilte a.u.b.                | 2002 |
| Simone Ettekoven   | Laura de Jager | Uit huis                     | 2002 |

### F
| Acteur             | Rol               | Aflevering                                   | Jaar      |
| ------------------ | ----------------- | -------------------------------------------- | --------- |
| Hella Faassen      | Emily             | De futvogel                                  | 1996      |
| Marcel Faber       | Dr. Tom Berendsen | Dokter Love                                  | 2001      |
| Barbara Feldbrugge | Mevrouw Ter Windt | Takkewijf                                    | 1991      |
| Pim Feltkamp       | Freek             | De moraal van het verhaal                    | 2000-2002 |
| Pim Feltkamp       | Freek             | Meerdere afleveringen                        | 2000-2002 |
| Pim Feltkamp       | Freek             | Terug van weggeweest                         | 2000-2002 |
| Ad Fernhout        | Ernie             | Tante Do                                     | 1993      |
| Ad Fernhout        | Ernie             | De armband                                   | 1993      |
| Marielle Fiolet    | Janine            | Does                                         | 1991      |
| Marielle Fiolet    | Jeannette         | Ex                                           | 2003      |
| Coen Flink         | Oom Eugene        | Buys versus Buys                             | 1991-2000 |
| Coen Flink         | Oom Eugene        | Opgeruimd staat netjes (Speciale aflevering) | 1991-2000 |
| Coen Flink         | Oom Eugene        | De erfenis van oom Eugène                    | 1991-2000 |
| Coen Flink         | Oom Eugene        | Doei...gelul                                 | 1991-2000 |
| Coen Flink         | Oom Eugene        | De bruiloft                                  | 1991-2000 |
| Joss Flühr         | Tante Nel         | Blijven Denken                               | 1992      |
| Joss Flühr         | Eefje             | De heer en mevrouw Van Vliet                 | 1997      |
| Renée Fokker       | Cecile Waterman   | Tobmoeders                                   | 2001      |
| Jacques Fortuné    | Voorbijganger     | Opa Henry gaat vreemd                        | 1993      |

### G
| Acteur             | Rol              | Aflevering             | Jaar |
| ------------------ | ---------------- | ---------------------- | ---- |
| Bart Gagliardi     | Tomatenplukker   | Tomatologie            | 1992 |
| Bart Gagliardi     | Tomatenplukker   | Blijven denken         | 1992 |
| Renske Gasper      | Louise           | Goed van Vertrouwen    | 1995 |
| Renske Gasper      | Louise           | Fanmail                | 1995 |
| Renske Gasper      | Louise           | De rat                 | 1995 |
| Renske Gasper      | Louise           | Rik speelt met vuur    | 1995 |
| Renske Gasper      | Louise           | De geest in de fles    | 1995 |
| Hans van Gelder    | Politieagent     | Geweld                 | 1995 |
| Diederik Gelderman | Arie             | Sugar Baby             | 1997 |
| Tygo Gernandt      | Schaatser        | IJspret                | 1992 |
| Robbert de Graaff  | Sigarenman       | Foutje                 | 1993 |
| Manfred de Graaf   | Hans Lansberg    | Opgeruimd staat netjes | 1995 |
| Metta Gramberg     | Bloemiste        | Premiere               | 1992 |
| Aus Greidanus jr.  | Joris Buys       | Internaat              | 1992 |
| Pauline Greidanus  | Renée Deutekom   | Schoolvriendinnen      | 1994 |
| Arjan Groenendijk  | Tomatenplukker   | Tomatologie            | 1992 |
| Arjan Groenendijk  | Tomatenplukker   | Blijven denken         | 1992 |
| Frederik de Groot  | Hondenpsychiater | Aanstelleritis         | 1993 |
| Tim Gunther        | Sjoel            | Nicole's nieuwe liefde | 1995 |

### H
| Acteur                  | Rol                               | Aflevering                    | Jaar      |
| ----------------------- | --------------------------------- | ----------------------------- | --------- |
| Arie Hage               | Arie                              | Lesbisch                      | 1995      |
| Marlies Hamelynck       | Roxanne van Zevenaar              | Roxanne                       | 2001      |
| Marlies Hamelynck       | Roxanne van Zevenaar              | De eerste keer                | 2001      |
| Marlies Hamelynck       | Roxanne van Zevenaar              | Relax, Man!                   | 2002      |
| Marlies Hamelynck       | Roxanne van Zevenaar              | Elsje                         | 2002      |
| Hans Hamstra            | Bram Nussbaum (Tony van der Waal) | Terug van weggeweest          | 2002      |
| Mattijn Hartemink       | Raoul van Maasdam                 | Raoul                         | 1993      |
| Mattijn Hartemink       | Raoul van Maasdam                 | Meerdere afleveringen         | 1993-1996 |
| Mattijn Hartemink       | Raoul van Maasdam                 | Beeld Buys                    | 1996      |
| Irma Hartog             | Politieagente                     | Skien in de krokus            | 1993      |
| Irma Hartog             | Politieagente                     | Tobmoeders                    | 2001      |
| Tanneke Hartzuiker      | Dr. Veneman                       | Door het oog van de naald     | 1999      |
| Margriet Heemskerk      | Astrid van Vliet                  | Dat moet gevierd worden       | 1997      |
| Flip Heeneman           | Freddy (De Garnaal)               | Het rijbewijs                 | 1993      |
| Flip Heeneman           | Freddy (De Garnaal)               | Het interview                 | 1993      |
| Flip Heeneman           | Freddy (De Garnaal)               | Gelukkig nieuwjaar            | 1994      |
| Flip Heeneman           | Freddy (De Garnaal)               | Lesbisch                      | 1995      |
| Flip Heeneman           | Freddy (De Garnaal)               | Keihard de allersnelste II    | 1996      |
| Flip Heeneman           | Freddy (De Garnaal)               | Blind Date                    | 1997      |
| Flip Heeneman           | Freddy (De Garnaal)               | Een avondje uit               | 1998      |
| Flip Heeneman           | Freddy (De Garnaal)               | Hand in hand kameraden        | 2002      |
| Kamilla Hensema         | Els                               | Roosje                        | 1991      |
| Kamilla Hensema         | Els                               | Premiere                      | 1992      |
| Kamilla Hensema         | Els                               | Protest                       | 1992      |
| Kamilla Hensema         | Els                               | Vijfhonderd jaar!             | 1992      |
| Kamilla Hensema         | Els                               | De kandelaar                  | 1992      |
| Kamilla Hensema         | Els                               | Haantje de voorste            | 1992      |
| Kamilla Hensema         | Janet                             | Skien in de krokus            | 1993      |
| Sander de Heer          | Sebastiaan                        | Willem Bol-Superstar          | 1996      |
| Saskia van der Heide    | Leonie                            | Casanova Van Cleef            | 2001      |
| Saskia van der Heide    | Leonie                            | Een goede buur                | 2001      |
| Saskia van der Heide    | Leonie                            | Plankenkoorts                 | 2001      |
| Saskia van der Heide    | Leonie                            | Tering naar de nering         | 2001      |
| Saskia van der Heide    | Leonie                            | Visite en vis...              | 2001      |
| Saskia van der Heide    | Leonie                            | Een auto voor Ilhan           | 2002      |
| Saskia van der Heide    | Leonie                            | Stilte a.u.b.                 | 2002      |
| Sabine van der Helm     | Vrouw in disco                    | Sweet Sixteen                 | 1992      |
| Sharon Hess             | Sharon                            | Een beetje verliefd           | 1995      |
| Marloes van den Heuvel  | Maya Vosman                       | Inspectie                     | 1995      |
| Rob Heynis              | Portier van de disco              | Sweet Sixteen                 | 1992      |
| Tynke Hiemstra          | Margot                            | Een raad van een goede vriend | 1993      |
| Tynke Hiemstra          | Margot                            | Zwarte magie                  | 1993      |
| Mike Ho Sam Sooi        | Kris                              | Alarm                         | 1994      |
| Mike Ho Sam Sooi        | Kris                              | Het Kroketten                 | 1994      |
| Mike Ho Sam Sooi        | Kris                              | Rugklachten                   | 1995      |
| Menno 't Hoen           | Alexander van der Sande           | Erfelijk belast               | 1992      |
| Ad Hoeymans             | Johnny de Wit                     | Reünie                        | 1994      |
| Peter Hofland           | Wouter                            | Echt waar                     | 1995      |
| Klaas Hofstra           | Dhr. van de Linde                 | Inspectie                     | 1995      |
| Willem Hoogenboom       | Konijnenboer                      | Het konijn                    | 1991      |
| Sjoukje Hooymaayer      | Lydie van der Ploeg               | Opgeruimd staat netjes        | 1995      |
| Christine van der Horst | Klant bij hapkar                  | Nicole's nieuwe liefde        | 1995      |
| Rob van Houten          | Nelis                             | Lesbisch                      | 1995      |
| Rob van Houten          | Sinterklaas                       | Dank je Sinterklaasje         | 1997      |
| Jannie Houweling        | Christiane Landon                 | Kunst                         | 1995      |
| Jannie Houweling        | Christiane Landon                 | De plicht roept               | 1995      |
| Linda Huberts           | Meriam                            | Zeg 't met bloemen            | 1993      |
| Linda Huberts           | Meriam                            | Ouderavond                    | 1994      |
| Fedja van Huêt          | Schaatser                         | IJspret                       | 1992      |

### J
| Acteur          | Rol              | Aflevering          | Jaar |
| --------------- | ---------------- | ------------------- | ---- |
| Frits Jansma    | Boze man         | 500 jaar!           | 1992 |
| Frits Jansma    | Barman           | Nog niet jarig      | 1993 |
| Eric Jaspers    | Klant            | Rollenspel          | 1992 |
| Berry de Jong   | Vuilnisman Harry | Picknick            | 1991 |
| Berry de Jong   | Vuilnisman Harry | Does                | 1991 |
| Tom de Jong     | Regisseur        | Doe wat je wilt     | 1995 |
| Wouter de Jong  | Robert           | Zwerfkat            | 1992 |
| Wouter de Jong  | Robbert          | Een gouwe handeltje | 1992 |
| Katarina Justic | Brigitte         | Mag ik een tattoo?  | 2001 |

### K
| Acteur               | Rol                | Aflevering                                   | Jaar |
| -------------------- | ------------------ | -------------------------------------------- | ---- |
| Ferry Kaljee         | Bedrijfsleider     | Geheugensteuntje                             | 1993 |
| Dies Kannegieter     | Groentevrouw       | Kombu dashi                                  | 1992 |
| Dies Kannegieter     | Groentevrouw       | Cold Turkey                                  | 1992 |
| Kimberley Klaver     | Clarine            | Dat is nou democratie                        | 2000 |
| Christo van Klaveren | Rob                | Commercieel denken                           | 1995 |
| Christo van Klaveren | Rob                | Liefdesbaby                                  | 1995 |
| Christo van Klaveren | Rob                | Rik speelt met vuur                          | 1995 |
| Christo van Klaveren | Rob                | De geest in de fles                          | 1995 |
| Adriënne Kleiweg     | Louise Bloemen     | Schoolvriendinnen                            | 1994 |
| Koos van der Knaap   | Politieagent       | Unplugged                                    | 1993 |
| Sigrid Koetse        | Charlotte Havelte  | Prins op het witte paard                     | 2003 |
| Danny de Kok         | Inbreker           | Geweld                                       | 1995 |
| Edward Koldewijn     | Stan               | 'n Wilde nacht                               | 1997 |
| Jurjun Koning        | Vriend van Rik     | Unplugged                                    | 1993 |
| Herman Kortekaas     | Jopie Schellenduin | Opgeruimd staat netjes (Speciale aflevering) | 1995 |
| Machiko Koseki       | Tomoko Wakao       | Kombu dashi                                  | 1992 |
| Michaëlla Krajicek   | zichzelf           | Het duel                                     | 2002 |
| Nora Kretz           | Agaat              | Lesbisch                                     | 1995 |
| Mirjam Kroonenburg   | Neelie             | Terug van weggeweest                         | 2002 |
| Bert Kuizenga        | Jaap van der Wou   | Cold Turkey                                  | 1992 |
| Giam Kwee            | Chinese dame       | Mijn naam is Willem Bol                      | 2001 |

### L
| Acteur              | Rol                 | Aflevering                                   | Jaar |
| ------------------- | ------------------- | -------------------------------------------- | ---- |
| Mark van der Laan   | Ben                 | Sugar Baby                                   | 1997 |
| John Leddy          | Koos Dobbelsteen    | Opgeruimd staat netjes (Speciale aflevering) | 1995 |
| Rolf Leenders       | Loodgieter Eric     | Huiswerk                                     | 1993 |
| Raymond Lenting     | Tomatenplukker      | Tomatologie                                  | 1992 |
| Raymond Lenting     | Tomatenplukker      | Blijven denken                               | 1992 |
| Kees van Lier       | Examinator van Beek | Het rijbewijs                                | 1993 |
| Eugène Ligtvoet     | Hans                | Willem Bol-Superstar                         | 1996 |
| Stan Limburg        | Bibliothecaris      | 1 april                                      | 1996 |
| Thirza Lourens      | Lerares             | Man over de vloer                            | 2002 |
| Gert-Jan Louwe      | Jan                 | Tomatologie                                  | 1992 |
| Hannah van Lunteren | Annelijn            | Het interview                                | 1993 |
| Els Lyesen          | Maud van Straten    | Liefdesbaby                                  | 1995 |

### M
| Acteur               | Rol                     | Aflevering                    | Jaar      |
| -------------------- | ----------------------- | ----------------------------- | --------- |
| Alexandra van Marken | Mevrouw van Doorn       | Roosje                        | 1991      |
| Jan Martinus         | Bedrijfsleider          | Erfelijk belast               | 1992      |
| Dawn Mastin          | Hotelgaste              | Opa Rambo                     | 1992      |
| Jetty Mathurin       | Milly Scheerwinkel      | Meerdere afleveringen         | 1996-2000 |
| Jetty Mathurin       | Tante Roos              | Tante Roos                    | 2000      |
| Rob van de Meeberg   | Chef-kok                | Gelukkig nieuwjaar            | 1994      |
| Rob van de Meeberg   | Chef-kok                | Doe wat je wilt               | 1995      |
| Sijtze van der Meer  | André Wolzak            | Zorg                          | 2003      |
| Shakira Meerzorg     | Joanie                  | Meerdere afleveringen         | 1997-2000 |
| Karin Meerman        | Rita                    | Meerdere afleveringen         | 1999      |
| Tim Meeuws           | Edje                    | Première                      | 1992      |
| Tim Meeuws           | Edje                    | 'n Gokje                      | 1992      |
| Tim Meeuws           | Edje                    | Tomatologie                   | 1992      |
| Tim Meeuws           | Edje                    | Blijven denken                | 1992      |
| Tim Meeuws           | Edje                    | Op de kiek                    | 1992      |
| Tim Meeuws           | Tom Gieldijker          | Goddelijke Victor             | 1996      |
| Fred Meijer          | Jacob Klebach           | Public Relations              | 1995      |
| Friso Meijer         | Kees                    | Werk                          | 1991      |
| Friso Meijer         | Kees                    | Handel                        | 1991      |
| Tom Meijer           | Wouter Plier            | Première                      | 1992      |
| Rima Melati          | Dootje Macasar          | Tante Do                      | 1993      |
| Rima Melati          | Dootje Macasar          | De armband                    | 1993      |
| Rima Melati          | Dootje Macasar          | Literatuur                    | 1993      |
| Rima Melati          | Dootje Macasar          | Fraude                        | 1993      |
| Rima Melati          | Dootje Macasar          | Spit                          | 1993      |
| Luk van Mello        | Jean Duval              | Hoog bezoek                   | 1991      |
| Marijke Merckens     | Blanche van Waveren     | Opa Henry gaat vreemd         | 1993      |
| Marijke Merckens     | Blanche van Waveren     | Een raad van een goede vriend | 1993      |
| Marijke Merckens     | Blanche van Waveren     | Gelukkig nieuwjaar            | 1993      |
| Harry Mertens        | Meneer Ruys             | Gelukkig nieuwjaar            | 1994      |
| Lotje Mertens        | Alice                   | Het konijn                    | 1991      |
| Lotje Mertens        | Alice                   | Het bal                       | 1991      |
| Lotje Mertens        | Alice                   | Zwemmen of verzuipen          | 1993      |
| Lotje Mertens        | Alice                   | Huiswerk                      | 1993      |
| Bea Meulman          | Jeanien van Weert       | De erfenis van oom Eugène     | 1997      |
| Bea Meulman          | Jeanien van Weert       | Doei...gelul                  | 1997      |
| Esteban Michaud      | Passagier               | Opa Rambo                     | 1992      |
| Dorien Mijksenaar    | Verkoopster drogisterij | Cold Turkey                   | 1992      |
| Dorien Mijksenaar    | Verkoopster drogisterij | Blijven denken                | 1992      |
| Jenny Mijnhijmer     | Politieagente           | Nog niet jarig                | 1993      |
| Hilde de Mildt       | Lerares                 | Literatuur                    | 1993      |
| Jurg Molenaar        | Docent Ter Beek         | Ouderavond                    | 1994      |
| Smadar Monsinos      | Lucy                    | Uit een ver verleden          | 1995      |
| Smadar Monsinos      | Heleen                  | Willem Bol-Superstar          | 1996      |
| Joe Montana          | Meneer Helm             | De plicht roept               | 1995      |
| Freek van Muiswinkel | Dokter                  | Rugklachten                   | 1995      |
| Hero Muller          | Piet                    | Nog niet jarig                | 1993      |
| Wolter Muller        | Albert                  | Werk                          | 1991      |
| Hans De Munter       | Stefan van der Vorst    | Verrassing                    | 2001      |

### N
| Acteur            | Rol                      | Aflevering                             | Jaar      |
| ----------------- | ------------------------ | -------------------------------------- | --------- |
| Nikki Namysl      | Politieagente            | Een beetje armslag                     | 1995      |
| Jimmy Jap-Ngie    | Ding/Humfrey             | De asielzoeker                         | 2003      |
| Minouk Niemeijer  | Katja                    | Meerdere afleveringen                  | 1992      |
| Annette Nijder    | Conrectrice              | De kandelaar                           | 1992      |
| Annette Nijder    | Conrectrice              | Fraude                                 | 1993      |
| Annette Nijder    | Politieagente            | Surprise, surprise                     | 1997      |
| Jan Nonhof        | Thijs Pieterse           | Timing                                 | 1999      |
| Michiel Nooter    | Bert Koning              | Kroon op je werk?                      | 2001      |
| Celia Nufaar      | Eugenie                  | Van je familie moet je het maar hebben | 2002      |
| Rieneke van Nunen | Sjaan                    | Een gouwe handeltje                    | 1996      |
| Rieneke van Nunen | Maria Stevens-Serbellone | Meerdere afleveringen                  | 1998-2003 |
| Anousha Nzume     | Evelien van Deutekom     | Door het oog van de naald              | 1999      |

### O
| Acteur                 | Rol                      | Aflevering           | Jaar |
| ---------------------- | ------------------------ | -------------------- | ---- |
| Chimène van Oosterhout | Mysterieuze vrouw        | De vrouw in het rood | 1997 |
| Tetske van Ossewaarde  | Claire van Boven         | Handel is handel     | 1991 |
| Tetske van Ossewaarde  | Waarzegster Manda        | Het noodlot          | 1995 |
| Bob Otte               | Marie ter Gast-Vroominga | Fanmail              | 1995 |
| Folmer Overdiep        | Van Troost               | Familie zaken        | 2002 |

### P
| Acteur           | Rol                 | Aflevering             | Jaar |
| ---------------- | ------------------- | ---------------------- | ---- |
| Sophie Pais      | Verkoopster         | Roosje                 | 1991 |
| Niek Pancras     | Ome Daan            | Tomatologie            | 1992 |
| Niek Pancras     | Ome Daan            | Blijven denken         | 1992 |
| Paula Patricio   | Presentatrice Alice | Het noodlot            | 1995 |
| Helen Pavias     | Marja               | Opa Henry gaat vreemd  | 1993 |
| Helen Pavias     | Elsje van der Vecht | Elsje                  | 2002 |
| Judith Peereboom | Suzanne             | Doe wat je wilt        | 1995 |
| Ivon Pelasula    | Ciska Macasar       | Zeg 't met bloemen     | 1993 |
| Ruben Peters     | Karel               | Handel is handel       | 1991 |
| Ruben Peters     | René                | Premiere               | 1992 |
| Ruben Peters     | René                | 500 jaar!              | 1992 |
| Daphna Plaschkes | Naomi               | Een beetje verliefd    | 1995 |
| Abbe Plijnaar    | Tasjesdief          | Het rijbewijs          | 1993 |
| Joris Putman     | Thomas              | Spiegeltje aan de wand | 2001 |
| Joris Putman     | Thomas              | Pffft                  | 2001 |

### R
| Acteur          | Rol                  | Aflevering                   | Jaar |
| --------------- | -------------------- | ---------------------------- | ---- |
| Mark Ram        | Marco                | Keihard de allersnelste I    | 1995 |
| Ramon Ramnath   | Fietsenmaker         | Zwarte magie                 | 1993 |
| Victor Reinier  | Jacques de Smet      | Zwarte kunst                 | 1992 |
| René Retèl      | Meester Blijleven    | De kandelaar                 | 1992 |
| Loulou Rhemrev  | Rita                 | Opa's weten alles            | 2001 |
| David Rietveld  | Vriend van Rik       | Protest                      | 1992 |
| David Rietveld  | Vriend van Rik       | Brandalarm                   | 1992 |
| David Rietveld  | Vriend van Rik       | Zwarte kunst                 | 1992 |
| David Rietveld  | Vriend van Rik       | Op de kiek                   | 1992 |
| David Rietveld  | Vriend van Rik       | Een opgemaakt bed            | 1993 |
| David Rietveld  | Vriend van Rik       | Speech                       | 1993 |
| Wim Rijken      | Roel Korthout        | De psychiater                | 2003 |
| Tjerk Risselada | Rechercheur Bruinsma | De kandelaar                 | 1992 |
| Ellen Röhrman   | Petra van Maasdam    | Het vrouwencondoom           | 1993 |
| Ellen Röhrman   | Petra van Maasdam    | Beschuit fluiten             | 1993 |
| Nienke Römer    | Janet                | Zwarte magie                 | 1993 |
| Nienke Römer    | Janet                | Zeg 't met bloemen           | 1993 |
| Nienke Römer    | Janet                | Goeie zaken                  | 1994 |
| Nienke Römer    | Janet                | Gelukkig nieuwjaar           | 1994 |
| Nienke Römer    | Janet                | Muizenissen                  | 1994 |
| An Rompa        | Oude vrouw           | Het rijbewijs                | 1993 |
| Corrie de Roo   | Klant in supermarkt  | De heer en mevrouw Van Vliet | 1997 |
| Esther Roord    | Drogiste             | Het vrouwencondoom           | 1993 |
| Jan Ruygrok     | Groenteman           | Opa Henry gaat vreemd        | 1993 |
| Joke Ruygrok    | Groentevrouw         | Opa Henry gaat vreemd        | 1993 |

### S
| Acteur            | Rol                        | Aflevering                   |  |  | Jaar      |
| Frank Schaafsma   | Jim                        | De joker                     |  |  | 1996      |
| Dick Schaar       | Oom Luigi                  | Familiezaken                 |  |  | 2002      |
| Angela Schijf     | Dorine                     | Meerdere afleveringen        |  |  | 1994-1995 |
| Hidde Schols      | Jochen                     | Erfelijk belast              |  |  | 1992      |
| Huub Scholten     | Agent Bottepier            | Bont                         |  |  | 1991      |
| Huub Scholten     | Karel van Vliet            | Dat moet gevierd worden      |  |  | 1998      |
| Daan Schuurmans   | Hans Voldert               | Doe wat je wilt              |  |  | 1995      |
| Erik Sedney       | Surinamer                  | Chaos                        |  |  | 1993      |
| André Selderbeek  | Wouter Leverbach           | Literatuur                   |  |  | 1993      |
| Sieger Sloot      | Man in de loterijwinkel    | Mijn naam is Willem Bol      |  |  | 2001      |
| Monique Smal      | Minou                      | Opa Henry gaat op sex        |  |  | 1995      |
| Ger Smit          | Ben de Kok                 | Reünie                       |  |  | 1994      |
| Liz Snoyink       | Annejet Buys               | Internaat                    |  |  | 1992      |
| Hayo Sol          | Bart                       | Hallo Milly                  |  |  | 1996      |
| Guy Sonnen        | Michel de Hert             | Premiere                     |  |  | 1992      |
| Janie Spaans      | Marijke de Vries           | De plicht roept              |  |  | 1995      |
| Janie Spaans      | Marijke de Vries           | De laatste rebelse jongeling |  |  | 1995      |
| Janie Spaans      | Marijke de Vries           | Het noodlot                  |  |  | 1995      |
| Janie Spaans      | Marijke de Vries           | Een beetje verliefd          |  |  | 1995      |
| Janie Spaans      | Marijke de Vries           | Relatiegeschenk              |  |  | 1995      |
| Janie Spaans      | Marijke de Vries           | Keihard de allersnelste I    |  |  | 1995      |
| Janie Spaans      | Marijke de Vries           | Zorg dat je d'r bij komt     |  |  | 1997      |
| Saul van Stapele  | Vriend van Rik             | Protest                      |  |  | 1992      |
| Saul van Stapele  | Vriend van Rik             | Brandalarm                   |  |  | 1992      |
| Saul van Stapele  | Vriend van Rik             | Op de kiek                   |  |  | 1992      |
| Jeffrey Spalburg  | Ab van Thijn               | Fraude                       |  |  | 1993      |
| Martin van Steijn | Politieagent               | Geweld                       |  |  | 1995      |
| Miguel Stigter    | Floris-Jan van Ballegooyen | Kombu dashi                  |  |  | 1992      |
| Sanne Stips       | Huub                       | Roosje                       |  |  | 1991      |
| Jaap Stobbe       | Meneer Kool                | Burgemeester Buys            |  |  | 1996      |
| Iris Strietman    | Iris                       | Public Relations             |  |  | 1995      |
| Henk Strijbos     | Adjudant Klamstra          | De kandelaar                 |  |  | 1992      |
| Tino Stuy         | Groenteman                 | Kombu dashi                  |  |  | 1992      |
| Helen Suyderhoud  | Actrice                    | Tante Do                     |  |  | 1993      |

### T
| Acteur       | Rol               | Aflevering                                   | Jaar |
| ------------ | ----------------- | -------------------------------------------- | ---- |
| Carolien Tan | Dewi Toebawan     | Tante Do                                     | 1993 |
| Carry Tefsen | Mien Dobbelsteen  | Opgeruimd staat netjes (Speciale aflevering) | 1995 |
| Pamela Teves | Dame in bontjas   | Bont                                         | 1991 |
| Coby Timp    | Mevrouw Beel      | Aanstelleritis                               | 1993 |
| Coby Timp    | Mevrouw Beel      | Geheugensteuntje                             | 1993 |
| Bob van Tol  | Frans van Maasdam | Beschuit fluiten                             | 1993 |

### U
| Acteur         | Rol            | Aflevering | Jaar |
| -------------- | -------------- | ---------- | ---- |
| Frans van Uden | Wandelende man | Roosje     | 1991 |

### V
| Acteur                | Rol                     | Aflevering                   | Jaar      |
| --------------------- | ----------------------- | ---------------------------- | --------- |
| Paul Vaes             | Van Zeil                | Terug van weggeweest         | 2002      |
| Yvonne Valkenburg     | Politieagente           | Het vrouwencondoom           | 1993      |
| Daan van der Varst    | Tasjesdief              | Hallo Milly                  | 1996      |
| Fred Vaassen          | Marktkoopman            | Handel is handel             | 1991      |
| Fred Vaassen          | Harry Vermeer           | Het bal                      | 1991      |
| Thea de Vegte         | Verkoopster             | Kettingreactie               | 1994      |
| Mathilde de Vree      | Danslerares             | Terug van weggeweest         | 2002      |
| Ton van der Velden    | Rechercheur van der Wou | De kandelaar                 | 1992      |
| Ton van der Velden    | Dhr. Louman             | Henry's column               | 1998      |
| Fred Velle            | Man in kiosk            | Het interview                | 1993      |
| Arthur Veen           | Dhr. Vermeulen          | Winterdepressie              | 2002      |
| Paola Verbij          | Sandra                  | Hallo Milly                  | 1996      |
| René Verhagen         | Opnameleider            | Tante Do                     | 1993      |
| René Verhagen         | Opnameleider            | De armband                   | 1993      |
| Hetty Verhoogt        | Corrie de Bot           | Uit een ver verleden         | 1995      |
| Natasja Vermeer       | Assistente              | Blijven denken               | 1992      |
| Bert Verploegh Chasse | Jan Jaap van Zoomeren   | Haantje de voorste           | 1992      |
| Bert Verploegh Chasse | Jan Jaap van Zoomeren   | Op de kiek                   | 1992      |
| Elisabeth Versluys    | Tante Tip Buys          | Tante Tip                    | 1993      |
| Elisabeth Versluys    | Tante Tip Buys          | Meerdere afleveringen        | 1992-2000 |
| Elisabeth Versluys    | Tante Tip Buys          | Casanova Van Cleef           | 2001      |
| Pim Veth              | Klant in supermarkt     | De heer en mevrouw Van Vliet | 1997      |
| Marina de Vos         | Klant                   | Haantje de voorste           | 1992      |
| Loes Vos              | Beppie                  | De gevaarlijke vrouw         | 2001      |
| Pim Vosmaer           | Meneer van Doorn        | Roosje                       | 1991      |
| Mischa Vreenegoor     | Arjan                   | Tomatologie                  | 1992      |
| Mischa Vreenegoor     | Arjan                   | Zwarte kunst                 | 1992      |
| Mischa Vreenegoor     | Arjan                   | Op de kiek                   | 1992      |
| Mischa Vreenegoor     | Jan                     | De plicht roept              | 1995      |
| Erik de Vries         | Regisseur               | Kunstkenners                 | 1998      |
| Frans Vrolijk         | Schipper                | Zwemmen of verzuipen         | 1993      |

### W
| Acteur                 | Rol                      | Aflevering             | Jaar      |
| ---------------------- | ------------------------ | ---------------------- | --------- |
| Yorick van Wageningen  | Robbie de Wit            | 't Reclamespotje       | 1993      |
| Cees Walraven          | Wandelende man           | Roosje                 | 1991      |
| Sarah Walsh            | Meisje bij Hapkar        | Inspectie              | 1995      |
| Henny Weel             | Mevrouw Smid             | Picknick               | 1991      |
| Elly Weller            | Elsie Terlaar            | Beste Grootvader       | 1996      |
| Juan Wells             | Juan Wells (Zichzelf)    | Don Juan               | 2002      |
| Arjen Went             | Guus                     | Kunst                  | 1995      |
| Arjen Went             | Erik                     | De plicht roept        | 1995      |
| Sylvia Wernas-Schipper | Agaath Ruys              | Gelukkig nieuwjaar     | 1994      |
| Marieke Westenenk      | Barbara                  | De eerste keer         | 2001      |
| Marieke Westenenk      | Barbara                  | Julia Caesar           | 2002      |
| Marieke Westenenk      | Barbara                  | Groen en geel          | 2002      |
| Roelie Westerbeek      | Madame Clara             | Harry's toekomst       | 2003      |
| Ruud Westerkamp        | Leraar                   | Protest                | 1992-1993 |
| Ruud Westerkamp        | Leraar                   | 500 jaar!              | 1992-1993 |
| Ruud Westerkamp        | Leraar                   | Literatuur             | 1992-1993 |
| Guusje Westermann      | Apotheker                | De plicht roept        | 1995      |
| Guusje Westermann      | Louise Muisterga         | De onthulling          | 1996      |
| Karla Wildschut        | Dame in bonbonwinkel     | Een beetje verliefd    | 1995      |
| Ingrid Willemse        | Kleedster                | Opa Rambo              | 1992      |
| Ingrid Willemse        | Kapster                  | Op de kiek             | 1992      |
| Ingrid Willemse        | Maroesja                 | Opa Henry gaat op sex  | 1995      |
| Ingrid Willemse        | Maroesja                 | Een beetje armslag     | 1995      |
| Ingrid Willemse        | Maroesja                 | Lesbisch               | 1995      |
| Ingrid Willemse        | Maroesja                 | Nicole's nieuwe liefde | 1995      |
| Paul Witteman          | Paul Witteman (zichzelf) | Raoul                  | 1993      |
| Kathenka Woudenberg    | Mevrouw Dantumar         | Pffft                  | 2001      |

### Z
| Acteur       | Rol  | Aflevering       | Jaar |
| ------------ | ---- | ---------------- | ---- |
| Tom Zandhuis | Tom  | Public Relations | 1995 |
| Chris Zegers | Kurt | Eenpansgerecht   | 1997 |

Lijst van afleveringen · Lijst van acteurs en actrices